# Trenton (Georgia)
Trenton – miasto w Stanach Zjednoczonych, w stanie Georgia, w hrabstwie Dade.